# Radula bolanderi
Radula bolanderi là một loài rêu trong họ Radulaceae. Loài này được Gottsche mô tả khoa học đầu tiên năm 1884.